# Staffordshirský poklad

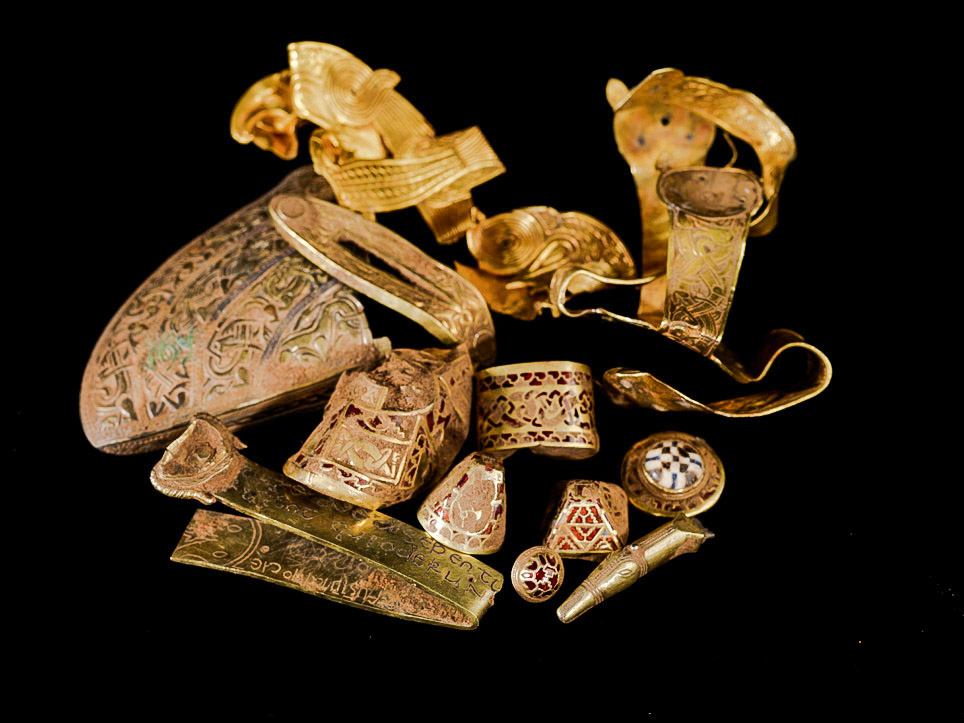
Část nálezu

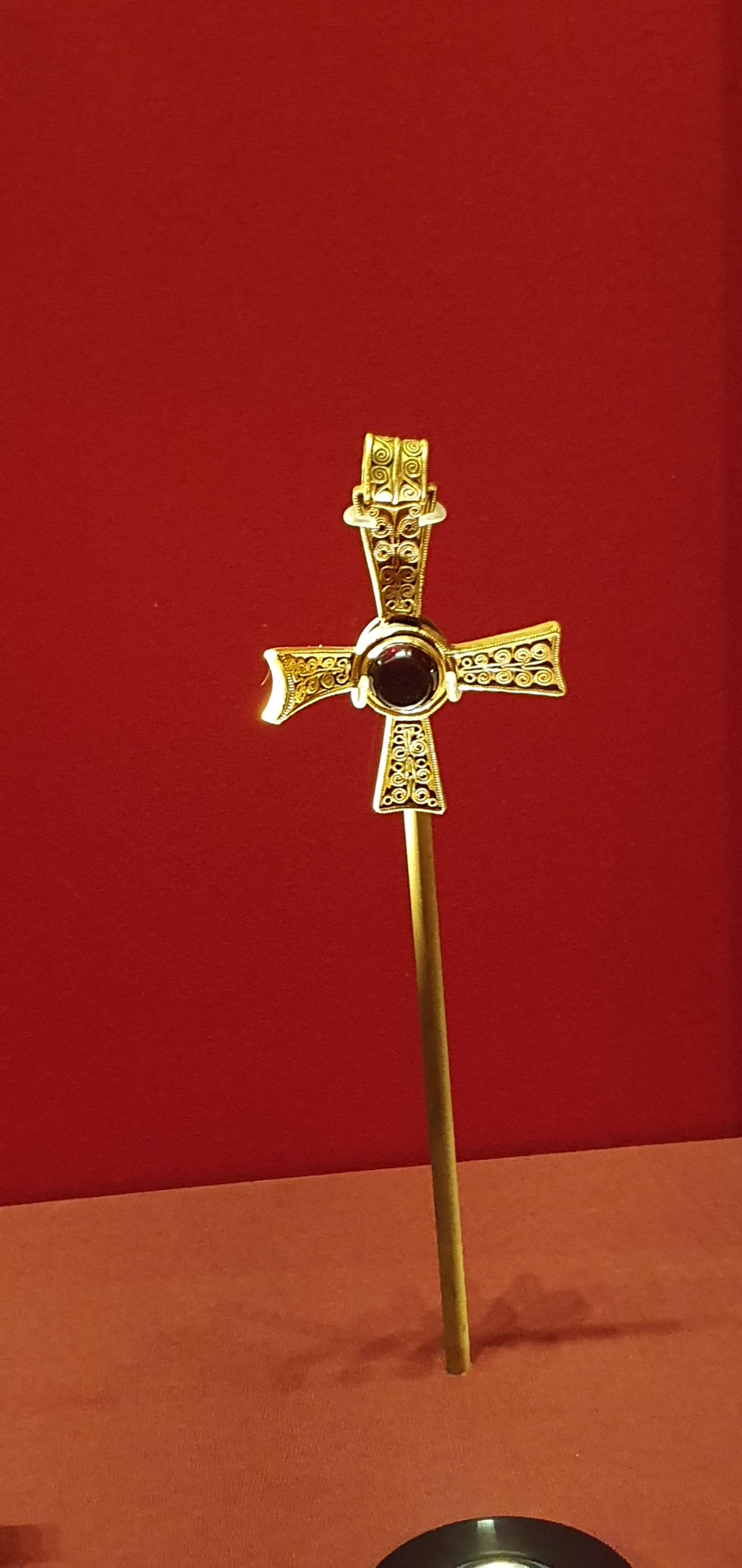
Kříž z pokladu

Staffordshirský poklad je rozsáhlý depot z anglického hrabství Staffordshire, obsahující artefakty z období raného středověku. Objevil ho 5. července 2009 pomocí detektoru kovů amatérský hledač pokladů Terry Herbert na poli Freda Johnsona u vesnice Hammerwich. Vykopávky v místě nálezu řídila organizace English Heritage. Předměty z pokladu jsou uloženy v Birminghamském muzeu a v muzeu hrnčířství ve Stoke-on-Trent. 
Původ artefaktů byl datován do 7. století, kdy oblast patřila království Mercie. Procházela tudy významná silnice Watling Street. Zmínka o cennostech ukrytých v zemi v básni Beowulf se může podle historiků vztahovat k tomuto nálezu. Není jasné, proč bylo takové množství zlata zakopáno na jednom místě, podle Michaele Lewise z Britského muzea mohlo jít o obětiny nebo o snahu zachránit majetek před nepřáteli. Fragmentární povaha nálezů naznačuje, že aristokracie tehdy přicházela o zlaté ozdoby svých zbraní, což může být vysvětleno chaosem, který v zemi zavládl po smrti krále Pendy.
Depot je největším známým anglosaským pokladem a překonal i nález ze Sutton Hoo. Obsahuje téměř 4 600 kousků kovu, celková hmotnost je 5,094 kg zlata a 1,442 kg stříbra. Cena byla odhadnuta na 3,28 milionů liber šterlinků. Historik umění Leslie Webster přirovnal význam Staffordshirského pokladu pro vědu k objevu Knihy z Kellsu.
Předměty pokrývají jemně vypracované ornamenty v germánském zvěrném stylu. Šperky s granáty jsou zdobeny technikou cloisonné. Nezvyklé je, že v pokladu převládá vojenské vybavení jako zdobené jílce mečů, úlomky přileb nebo kování k sedlům. Nalezeny byly také krucifixy a zlatý pásek s citátem z biblické knihy Numeri „Povstaň, Hospodine, ať rozptýlí se tvoji nepřátelé, ať prchají, kdož tě nenávidí, před tebou!“ v iroskotském písmu. Podle výzkumu pocházely některé drahokamy až z Cejlonu.